# Acanthoprocta pustulata
Acanthoprocta pustulata is een hooiwagen uit de familie Gonyleptidae. De wetenschappelijke naam van Acanthoprocta pustulata gaat  terug op Loman.